# Karl Konstantin von Schnitter

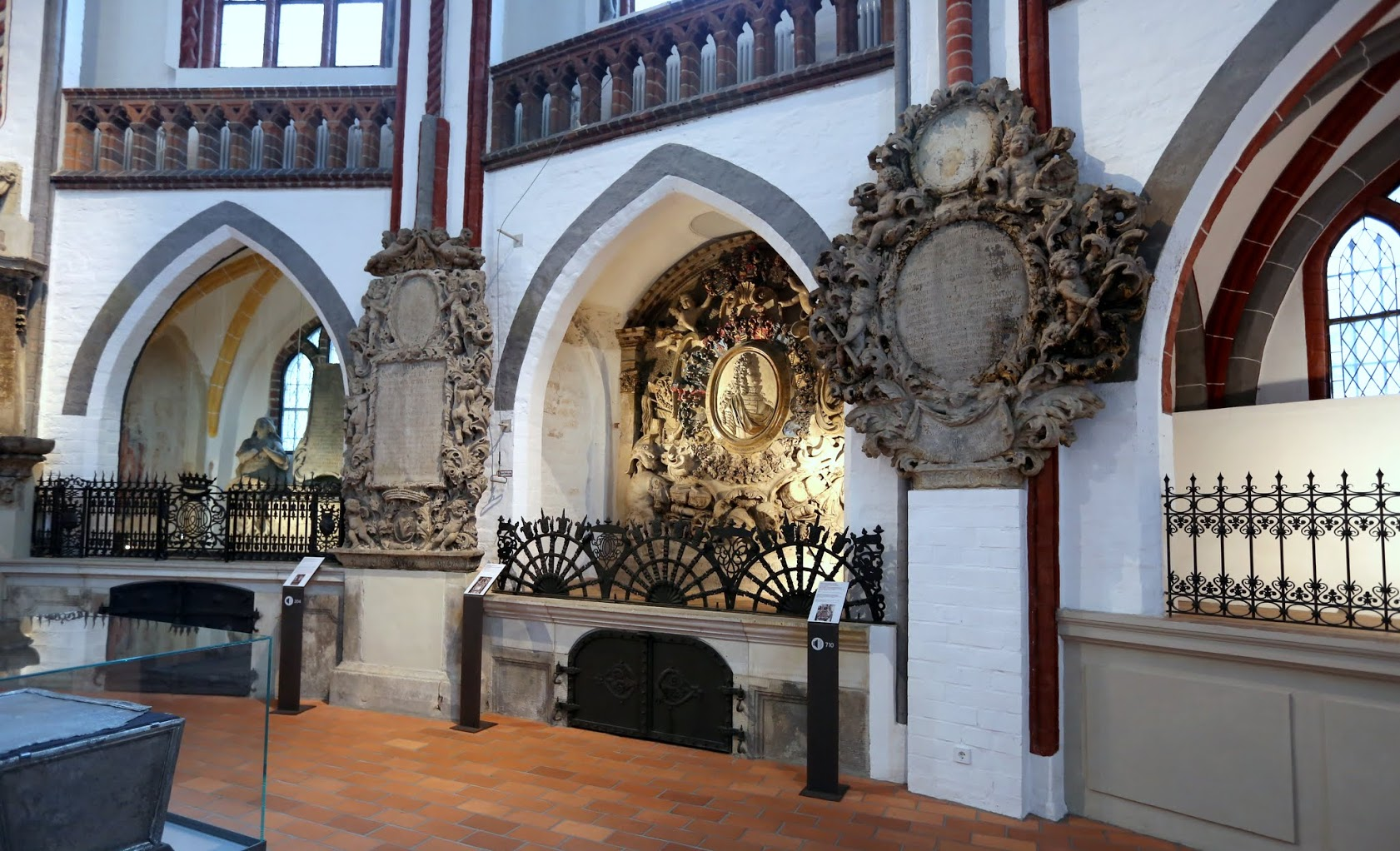
Denkmal für Karl Konstantin von Schnitter in der Berliner Nikolaikirche (zentral)

Karl Konstantin von Schnitter, auch Carl Constantin (* 25. Mai 1657; † April 1721), war ein brandenburgisch-preußischer Ingenieur-Obrist und Festungskommandant.

## Leben
Karl Konstantin entstammte dem böhmischen und kur-brandenburgischen Adelsgeschlecht von Schnitter, welches in der Oberlausitz ansässig war.
Die Festung Groß Friedrichsburg an der Goldküste in Westafrika wurde nach Schnitters Entwürfen gebaut. Von 1684 bis 1686 war er Kommandant der Kolonie Groß Friedrichsburg. Am 4. November 1698 wurde Schnitter der Adelstand bestätigt. Wenigstens im Zeitraum von 1708 bis 1712 war Schnitter unter Anton von Pannewitz Festungskommandant zu Peitz. Er war auch Generalquartiermeister und wurde im Pufendorfschen Gewölbe in der Nikolaikirche  in Berlin begraben.

## Familie
Schnitter vermählte sich 1698 mit Emerentia von Pufendorf (* 1668), einer Tochter von Samuel von Pufendorf. Aus der Ehe sind die Kinder Carl Albrecht, Christian Ludwig und Sophia Charlotte von Schnitter hervorgegangen.

## Denkmal
Im offenen Innenraum der Berliner Nikolaikirche befindet sich das zu einem Zeitpunkt zwischen 1704 und 1721 geschaffene Denkmal „für Karl Konstantin von Schnitter [...] und seine Ehefrau Emerentia Elisabeth“. Ganz oben am Denkmal sind zwischen zwei Putten (von links nach rechts) das Wappen seines Schwiegervaters Samuel von Puffendorf, Karl Konstantins eigenes (das Schnitter’sche) und das seiner Schwiegermutter Catharina Elisabeth (geb. von Palthen) zu sehen. Im Zentrum des Denkmals steht Karl Konstantins nach rechts gewandtes Brustbild („im Harnisch und Mantel“) aus Sandstein auf einem ovalen Medaillon. Links des Medaillons („heraldisch rechts“) befinden sich Wappen Karl Konstantins väterlicher Linie und gegenüber die der mütterlichen. Dargestellt sind (von oben nach unten) links die Wappen ‚von Schnitter‘, ‚von Pentzig‘, ‚von Hayne‘, ‚von Wuris‘, ‚von Grifton‘, ‚von Wolffen‘, ‚von Nadelwitz‘, und ‚von Tschirnhausen‘ und rechts ‚von Tessin‘, ‚von Nörrenberg‘, zweimal ‚von Lützou‘, ‚von Budden‘, ‚von Zastrow‘, ‚von Wangelin‘ und ‚von Bulau‘. Nicht alle der sechzehn das Medaillon umschließenden Wappen sind Karl Konstantins Vorfahren zuzuordnen und könnten, sogar seitens Karl Konstantins selbst, vielleicht für seine Adelsbestätigung im Jahr 1698, den Zweck gehabt haben, „die bürgerliche Herkunft seiner Vorfahren [zu] verschleiern“. Ein vom, wie Mülverstedt vermutete, von König Friedrich I. zu Berlin eingerichteten Heroldsamt „ausgefertigtes, aber nicht vollzogenes Ahnenattest“ für Karl Konstantin, datiert auf den 23. Juni 1704, gab die Vorfahren so wieder. Ein darauf wiedergegebener tatsächlicher Vorfahre Karl Konstantins ist wohl Onophrius Schnitter gewesen.
Die „charakteristische Schöpfung des beginnenden 18. Jhs.“ sei „von ihrem barocken Pathos weit entfernt“. Darüber hinaus sind nicht alle Wappen einwandfrei korrekt dargestellt. Die unteren vier der das Medaillon umschließenden Wappen sind inzwischen teilweise vom Laufe der Zeit in Mitleidenschaft gezogen worden und nicht mehr erkennbar, ihre Namen aber in der Leiste rund um das Medaillon bzw. auf den Voluten eingraviert.